# Kesha

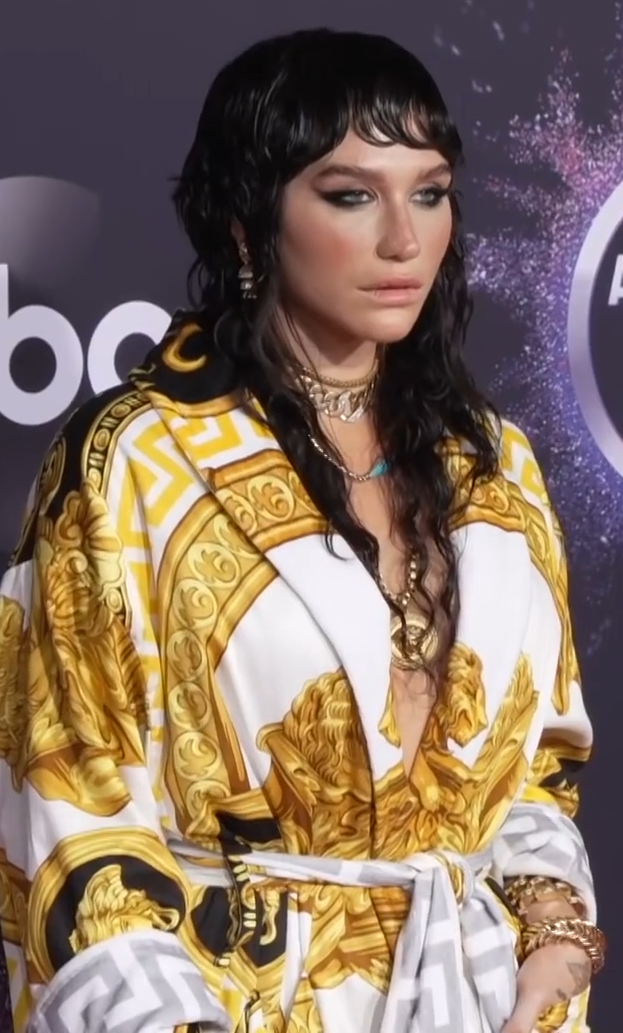
Kesha, 2019

Kesha [kɛʃɐ] (* 1. März 1987 in Los Angeles, Kalifornien; bürgerlich Kesha Rose Sebert), vormals stilisiert zu Ke$ha, ist eine US-amerikanische Popsängerin, Rapperin und Songwriterin. 2009 wurde sie durch ihre Mitwirkung bei Right Round von Flo Rida bekannt. Der internationale Durchbruch gelang ihr etwa ein Jahr später mit ihrem eigenen Hit TiK ToK. Die Single erreichte im Sommer 2010 Platz eins der Musikcharts in elf Ländern. Keshas Debütalbum Animal wurde im Januar 2010 veröffentlicht und erreichte im September zwei Millionen weltweit verkaufte Einheiten.
Ihre Musik vereint Elemente des Dance- und Elektropop mit dem typischen Sprechgesang von Rapsongs. Am 19. Mai 2023 erschien ihr fünftes Studioalbum Gag Order.

## Leben

### Kindheit und Familie
Kesha Rose Sebert wurde 1987 in Los Angeles geboren und wuchs ohne Vater auf. Ihre Mutter, Pebe Sebert, schrieb Liedtexte für Pop-Rock- und Country-Songs und zog sowohl Kesha als auch ihren älteren Bruder Lagan unter schwierigen finanziellen Bedingungen groß. Oft war die Familie von Sozialhilfeleistungen und Essensmarken abhängig. 1991 zog Pebe Sebert zusammen mit ihren beiden Kindern nach Nashville im Bundesstaat Tennessee, wo sie neue Arbeit fand. Dort wurde kurze Zeit später Keshas zweiter Bruder Louis geboren.
Da Pebe Sebert ihre Arbeit als Musikerin nicht aufgeben konnte, war sie oft gezwungen, ihre drei Kinder mit in die Tonstudios oder hinter die Bühne zu nehmen. Dadurch entwickelte Kesha schon früh eine enge Bindung zur Musik. Ihre Mutter ermutigte sie zum Singen und ließ sie auf eine örtliche Musikschule gehen, in der sie das Songtexten erlernte. Während der Zeit in Nashville traten die Seberts eine Folge lang als Gastfamilie für die amerikanische Sendung The Simple Life auf.
Obwohl Kesha in einem internationalen Hochschulprogramm eingeschrieben war und auf der Columbia University Psychologie studieren sollte, brach sie mit 17 Jahren die Schule ab, um sich mehr ihrer Karriere widmen zu können. Pebe Sebert hatte über verschiedene berufliche Kontakte versucht, das Talent ihrer Tochter zu fördern. Schließlich zeigten sich die Produzenten Dr. Luke und Max Martin von Keshas Demoaufnahme beeindruckt und überzeugten sie, zurück nach Los Angeles zu ziehen. Dr. Luke nahm sie daraufhin im Alter von 18 Jahren für sein Musiklabel unter Vertrag.

### Karriere

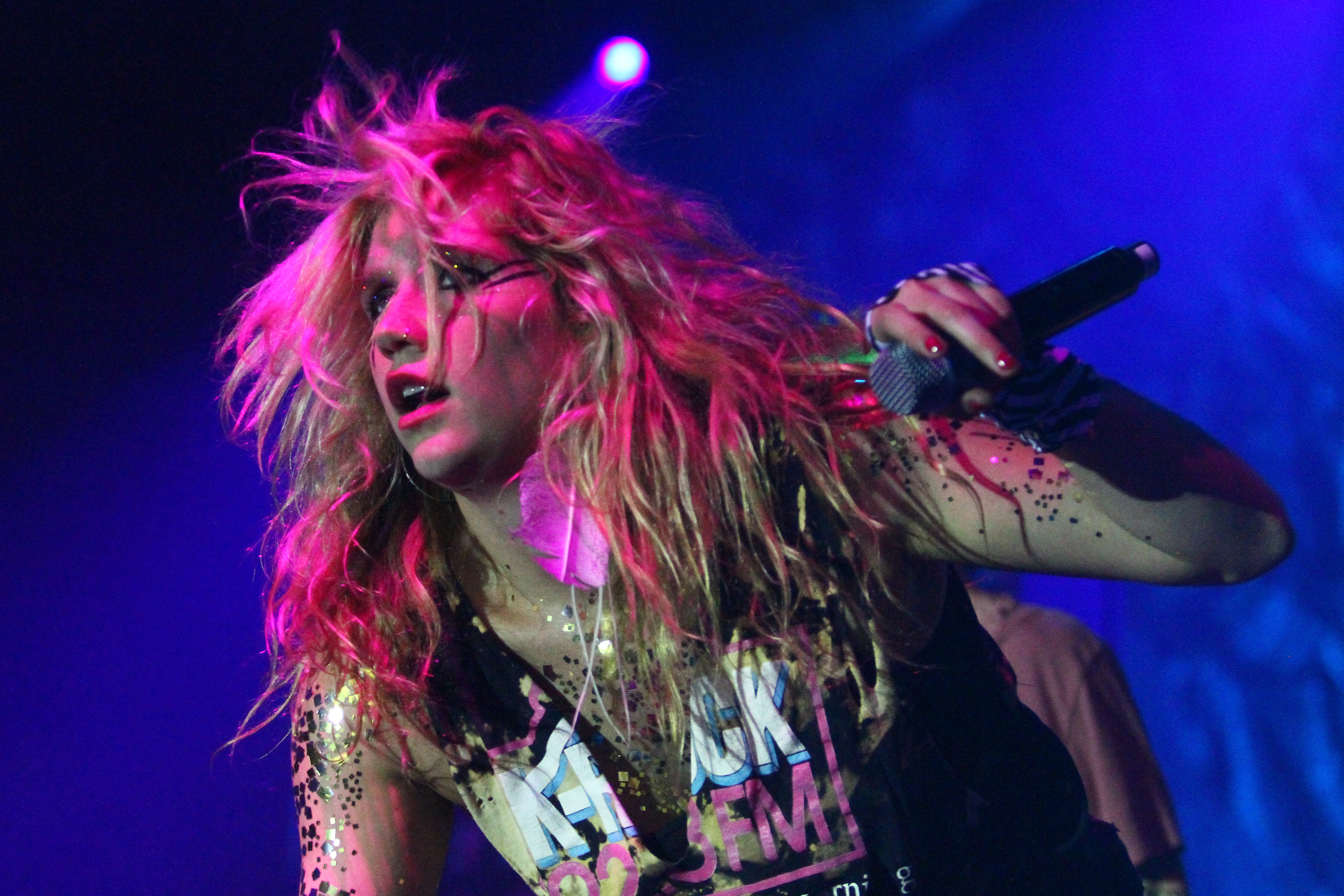
Kesha live (2010)

Unter Dr. Lukes Plattenlabel sang Kesha zu Anfang ihrer Karriere als Backgroundsängerin für Paris Hilton. 2006 unterzeichnete Kesha bei David Sonenberg für DAS Communications Inc. Kesha trat als Gast in Katy Perrys Video zu ihrer Single I Kissed a Girl auf und sang 2008 im Hintergrund bei Britney Spears mit. Der versprochene große Plattenvertrag und der damit verbundene Erfolg dort blieben jedoch aus. Das Label Warner Bros. Records meldete sich bei DAS Communications Inc. und zeigte Interesse für Kesha an, die jedoch noch durch ihren Vertrag mit Dr. Luke gebunden war. Kurz darauf kündigte sie bei DAS Communications Inc. und kehrte zu Dr. Luke zurück. Dieser war gerade zusammen mit Flo Rida mit Tonstudioaufnahmen beschäftigt und suchte eine weibliche Stimme für dessen neuen Song Right Round. Dr. Luke schlug ihm Kesha vor, die das Angebot sofort annahm. Sie ist weder im Video zu sehen, noch erscheint ihr Name auf der Hit-Single, für die sie auch nicht bezahlt wurde. Dennoch meldete sich durch Dr. Lukes Einfluss im Frühjahr 2009 RCA Records bei Kesha und bot ihr einen Plattenvertrag für mehrere Alben an.
TiK ToK schrieb und produzierte sie zusammen mit Benny Blanco und Dr. Luke. Das Lied wurde zuerst kostenlos auf Myspace zum Download angeboten und im August 2009 als Keshas Debütsingle auf iTunes verfügbar. Erst zwei Monate später war es den Radiosendern zugänglich. TiK ToK wurde zum kommerziellen Durchbruch für Kesha. Die Single stand in elf Ländern auf Platz 1 der Charts, im Oktober 2010 wurde sie für 5 Millionen Downloads in den USA mit fünffachem Platin ausgezeichnet. Innerhalb der letzten Dezemberwoche 2010 wurde TiK ToK mehr als 610.000-mal heruntergeladen und brach damit in den USA den Rekord für Wochendownloads weiblicher Künstlerinnen. Übertrumpft wurde dieser Erfolg nur durch Right Round.
Keshas Album Animal wurde im Januar 2010 veröffentlicht und erreichte in den USA Platz 1 als Neueinsteiger. Kritiker beschrieben das Album als „abstoßend, anzüglich und unerhört einprägsam“. Blah Blah Blah, Your Love Is My Drug und Take It Off wurden später ebenfalls als Singles aus Animal veröffentlicht und erzielten ähnlichen Erfolg. Kesha trat darüber hinaus im Mai 2010 bei zwei Top-Ten-Singles von Taio Cruz und 3OH!3 als Gast auf. Am 16. Juni 2010 veranstaltete Kesha ein Benefizkonzert zur Unterstützung der Menschen aus ihrer Heimatstadt Nashville, die Opfer der Überschwemmungen in Tennessee im Mai 2010 geworden waren. Insgesamt nahm sie dabei fast 70.000 $ ein. Außerdem war sie bei Rihannas Auftritten ihrer Last Girl on Earth Tour in Nordamerika als Vorgruppe zu sehen.
Am 22. November 2010 wurde Animal mit der Begleit-EP Cannibal neuveröffentlicht. Darauf waren acht neue Lieder, darunter We R Who We R, welches in den USA auf Platz 1, in Deutschland, Österreich und der Schweiz jedoch nur auf Platz 23, 24 und 21 der Singlecharts einstieg. Cannibal selbst wurde bis jetzt nur in den amerikanischen und kanadischen Charts gelistet (Stand: Januar 2011).
Im gleichen Monat wurde bekannt gegeben, dass Kesha sich für ihre erste eigene Tournee im Frühjahr 2011 vorbereitet. Die Get Sleazy Tour umfasste Auftritte in Nordamerika, Australien, Europa und Brasilien.

#### 2011
Kesha trat in der ersten Folge der 6. Staffel von Germany’s Next Topmodel als Stargast auf.
Im März erreichte sie mit Blow, der zweiten Single-Auskopplung aus Cannibal, Platz 7 in den USA und stand gleichzeitig mit Till the World Ends von Britney Spears, als Songwriterin, auf Platz 9 in den USA. Am 18. März wurde das Remixalbum I Am the Dance Commander + I Command You to Dance: The Remix Album veröffentlicht.
Im April wirkte Kesha zusammen mit Nicki Minaj an einem Remix von Spears’ Single Till the World Ends als Gastsängerin mit, welcher Platz 3 der amerikanischen Charts erreichte. Mitte April erhielt sie im amerikanischen Fernsehen eine Gastrolle in der Teen-Sitcom Victorious, in der sie sich selbst spielte.
Ebenfalls 2011 produzierte Kesha zusammen mit der Webseite Funny or Die ein etwa zweiminütiges Musikvideo, in dem sie einige bekannte Disneymärchen parodiert. Kesha zeigt sich als „Prinzessin Ke$ha“, die keinesfalls ein braves, singendes Mädchen sein möchte.

#### 2012–2016

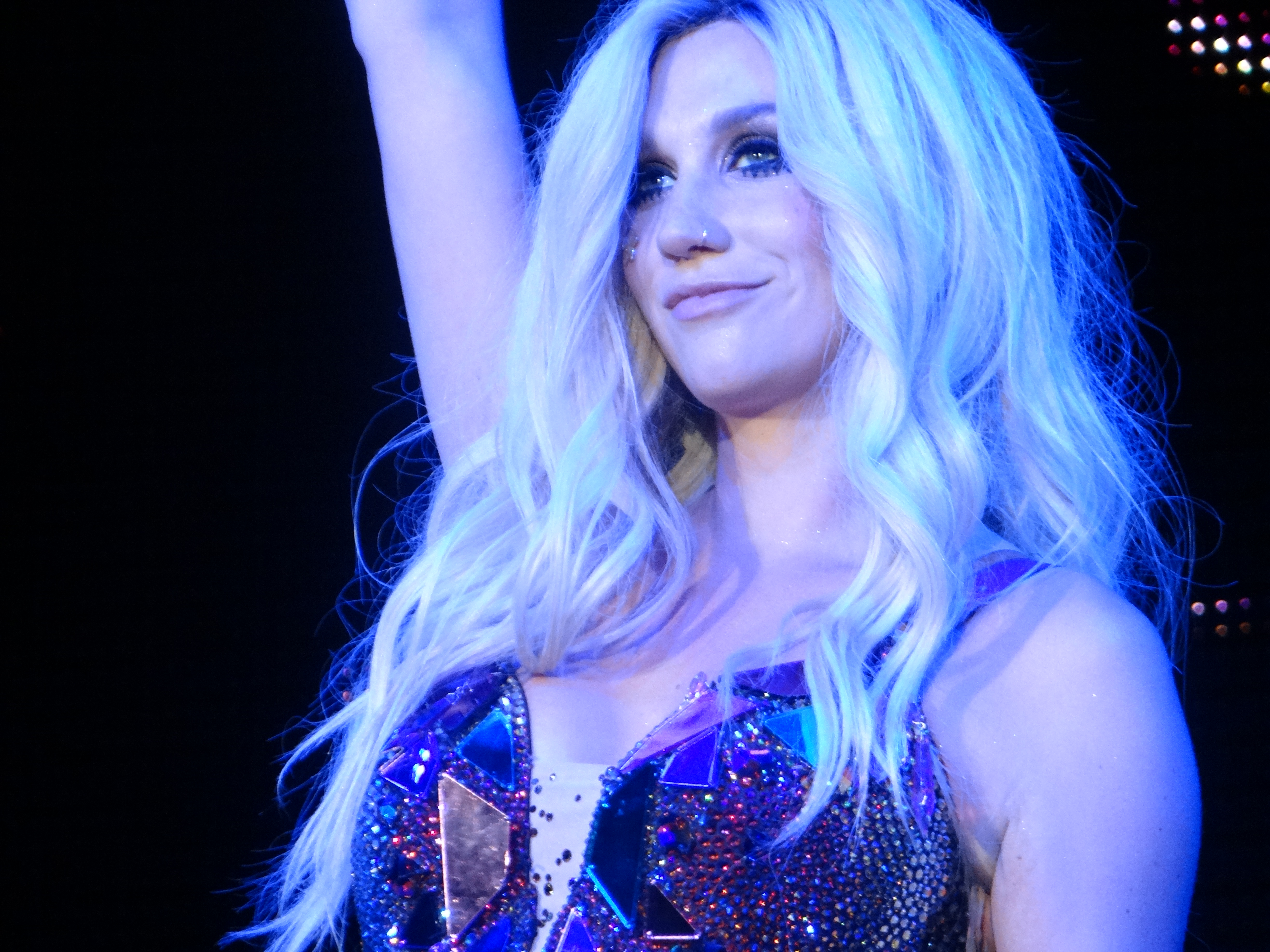
Kesha, 2013

Kesha beendet die Arbeiten an dem neuen Album Warrior. Die erste Singleauskopplung Die Young erschien am 25. September 2012. Das Album erschien am 4. Dezember in Amerika, einen Tag davor in Großbritannien und am 30. November in Deutschland. Bei den EMAs 2012 wurde sie in der Kategorie Best World Stage nominiert. Außerdem erschien eine EP Deconstructed von dem Studioalbum Warrior.
Die zweite Singleauskopplung aus dem Studioalbum Warrior ist C’Mon, sie ist im Januar 2013 erschienen. Kesha hat diese Single am 6. Dezember 2012 bei The X Factor (Vereinigte Staaten) präsentiert.
2014 wurde sie wegen Bulimie behandelt und verklagte ihren langjährigen Produzenten wegen Belästigung. „Dr. Luke“ reagierte auf die Anschuldigungen mit einer Gegenklage wegen Verleumdung. 2016 zog sie vor einem Gericht in Kalifornien ihre Klage zurück. Am 29. April 2016 erschien, in Kooperation mit dem deutsch-russischen DJ Zedd, ihre Comeback-Single True Colors.

#### Seit 2017
Von Juli 2016 bis Juli 2017 absolvierte Kesha ihre dritte Welttournee, diese umfasste verschiedene Coverversionen von Songs und mehrere Rock- und Country-Neuauflagen von Keshas eigenen Hitsingles. Ihre Abkehr vom Elektro-Pop-Sound der ersten beiden Alben bestätigte sich kurz darauf: Am 6. Juli 2017 erschien die erste Single seit vier Jahren, die Gospel-Ballade Praying. Die nächsten Singleauskopplungen erschienen innerhalb eines Monats mit Woman am 13. Juli 2017, Learn to Let Go am 27. Juli 2017 und Hymn am 3. August 2017. Am 11. August 2017 erschien mit Rainbow das dritte Studioalbum Keshas. Obwohl es immer noch hauptsächlich ein Pop-Album ist, enthält es Elemente von Glam Rock, Country-Pop und Pop-Rock. Die lyrischen Themen des Albums reichen vom Loslassen der Vergangenheit über die Suche nach Vergebung für vergangene Fehler bis hin zu Selbstwertgefühl und weiblichem Empowerment. Mit dem von Kritikern gelobten Album erhielt sie ihre ersten Grammy-Nominierungen (für Best Pop Solo Performance und Best Pop Vocal Album).
Später folgte mit der Rainbow Tour eine Welttournee und 2018 gemeinsam mit Macklemore eine Nordamerika-Tournee. Ein Dokumentarfilm über ihre Bulimie-Behandlung und die Entstehung des Albums Rainbow erschien im August 2018 auf Apple Music.
Am 31. Januar 2020 erschien mit High Road ihr viertes Studioalbum. Mit ihm näherte sich die Sängerin wieder ihrer „Party-Girl“-Persönlichkeit an und entschied sich, die verschiedenen Ansätze ihrer ersten drei Alben zu vermischen. So wird etwa der Song "Kinky" auf dem Album als Feature von Kesha mit Ke$ha gekennzeichnet.
Im Februar 2020 erhielt Keshas Promotionsingle „Cannibal“ aus dem Jahr 2010 neue Popularität, nachdem ein Tanz, der den Song nutzte, auf TikTok viral ging. 2020 und 2021 produzierte sie mehrere Podcast-Serien.
Das fünfte Studioalbum unter dem Titel Gag Order folgte am 19. Mai 2023. Mit ihm wandte sich Kesha weiter dem Art-Pop zu sowie experimentellen, elektronischen und psychedelischen Elemente. Außerdem enthält das Album Einflüsse aus den Genres Minimalismus, Hyperpop, Soul, Lo-Fi, Dark Wave, Country und Gospel. Kesha beschreibt das Album als einen Höhepunkt aller Musikgenres, die sie mag.
2023 erzielten Kesha und Dr. Luke eine außergerichtliche Einigung, deren Inhalte öffentlich nicht bekannt sind.

## Musikstil

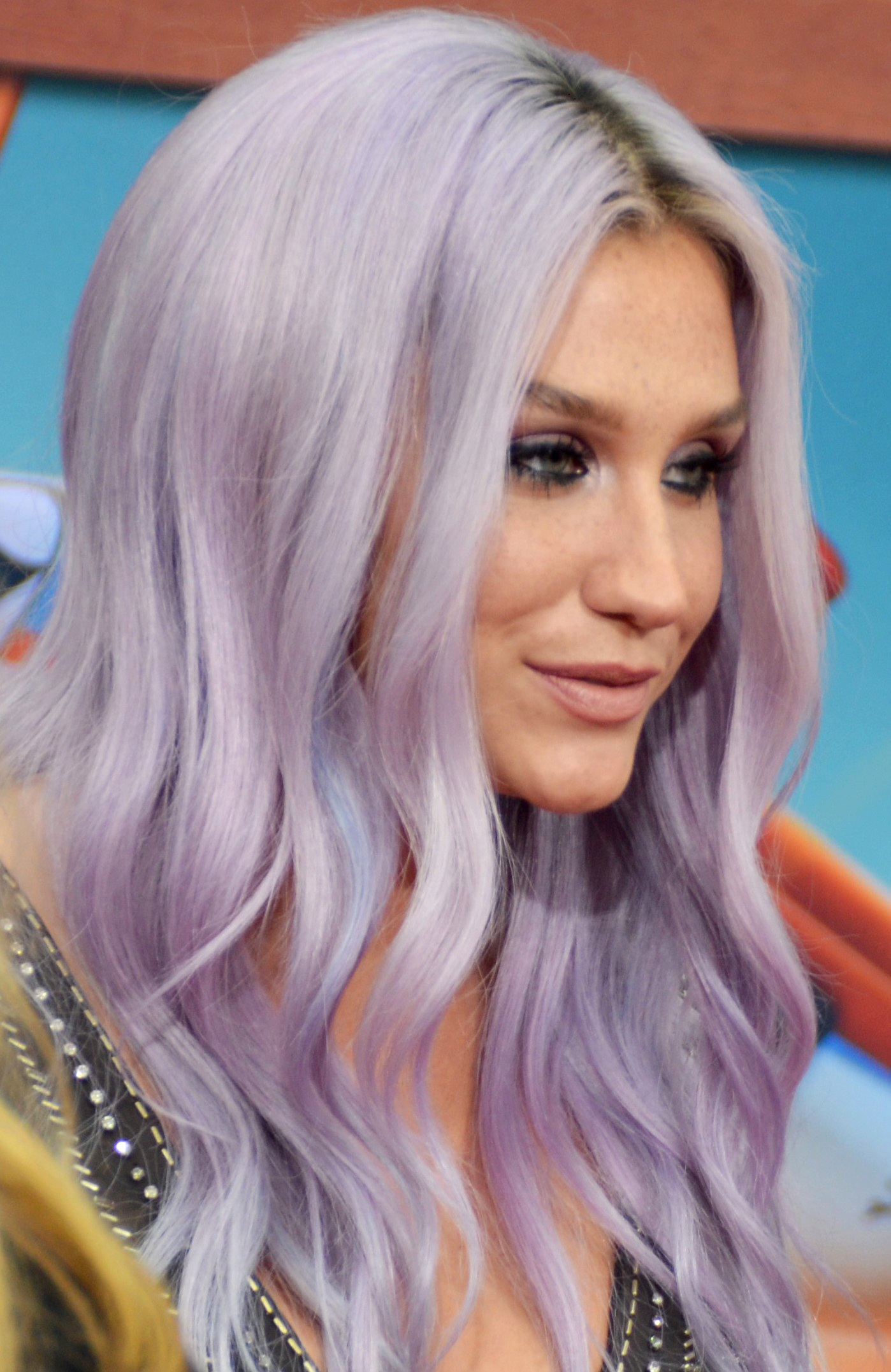
Kesha, 2014

Kesha sagt auf ihrer Homepage, in ihrer Kindheit in Nashville habe sie die Countrymusiker Johnny Cash, Dolly Parton und Patsy Cline verehrt. Nashville Skyline von Bob Dylan sei ihre Lieblingsplatte gewesen. Für Animal ließ sie sich von der jungen Madonna, Talking Heads und den Beastie Boys inspirieren. RCA beschreibt das Album als eine „Sammlung von wilden, energischen Elektropopsongs […], die durch die massive Punk-Energie und Ke$has respektlose Texte und Einstellung noch unwiderstehlicher wird.“ Ihre Texte entnimmt Kesha aus ihrem wahren Leben und beschreibt oft Dinge, die sie wirklich erlebt hat. Es gibt Lieder, die von durchzechten Nächten erzählen (TiK ToK, Party At A Rich Dude’s House), von hinterhältigen Freunden (Backstabber), Liebe (Your Love Is My Drug, Stephen) bis hin zu Trauer und Herzschmerz (Blind, Dancing With Tears In My Eyes).
Kesha selbst sagt zu ihrer Musik:

„Ich will, dass meine Musik lustig, kompromisslos, aggressiv, verschnörkelt, humorvoll und interessant ist. Aber dahinter steckt Substanz. Unter meiner Schale bin ich ein emotionaler Mensch. Ich will den Menschen etwas zu hören geben, mit dem sie sich identifizieren können.“

In vielen ihrer Lieder benutzt sie während der Strophen einen Sing-Sang-Rap. Allerdings wurde sie für die übermäßige Verwendung von automatischer Tonhöhenkorrektur und Vocodern kritisiert, da sie ihre Stimme zu sehr verzerren. Billboard klagte, es sei schwer einzuschätzen, ob Kesha tatsächlich singen könne. Glücklicherweise hätten die Refrains jedoch einen so hohen Ohrwurmcharakter, dass sie dies entschädigen. Kesha hat darüber hinaus ihre Frustration darüber geäußert, wie Frauen in der Musikszene, aber vor allem in der Rap-Szene verdinglicht werden. Deshalb versuche sie in Liedern wie Blah, Blah, Blah und Boots and Boys über das männliche Geschlecht zu singen, wie es üblicherweise bei Frauen getan wird.

## Öffentliches Auftreten

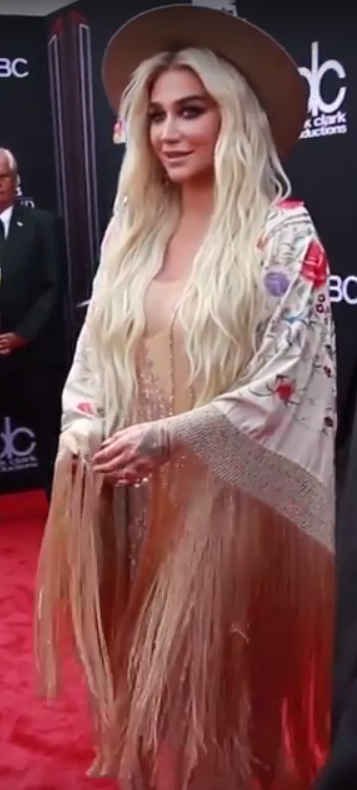
Kesha, 2018

Zu ihrem früheren Markenzeichen, dem Dollarzeichen ($), in ihrem Namen äußerte sich Kesha folgendermaßen:

“[The] reason I have (the dollar sign), [is] ’cause it’s ironic. Like, I don’t care. I was so happy being broke. And I’m happy not being broke. It doesn’t really affect me either way. I care about taking care of people that have taken care of me — that’s important to me. But to be honest, I’m kind of repulsed by the gluttony and excesses of a lot of people in the limelight.”

„Der Grund, warum ich das Dollarzeichen habe, ist, weil es ironisch ist. Es interessiert mich nicht. Ich war glücklich, als ich pleite war. Und ich bin glücklich, nicht pleite zu sein. Es beeinflusst mich beides nicht. Ich kümmere mich darum, für Leute da zu sein, die mir geholfen haben – das ist mir wichtig. Aber um ehrlich zu sein, bin ich ziemlich abgestoßen von der Maßlosigkeit und den Exzessen vieler Menschen, die im Rampenlicht stehen.“

Keshas Outfit besteht aus blondiertem, wildem, unordentlichem Haar und einer exzentrischen Garderobe, die sie selbst als „Garbage-Chic“ (deutsch: „Abfall-Schick“) bezeichnet. Das Bühnen-Makeup ist meist schrill, mit stark geschminkten Augen und Körperglitzer.
Sie trägt sechs Tätowierungen: Ein Totenkopf, ein Anker und ein schlichtes Kreuz befinden sich am inneren Handgelenk ihrer rechten Hand. Ein Dollarzeichen befindet sich auf dem Handrücken derselben Hand zwischen Daumen und Zeigefinger. Auf der Innenseite ihrer Unterlippe stehen die Worte „Suck it!“.

## Diskografie
Studioalben

| Jahr | Titel Musiklabel             | Höchstplatzierung, Gesamtwochen, AuszeichnungChartplatzierungen (Jahr, Titel, Musiklabel, Platzierungen, Wochen, Auszeichnungen, Anmerkungen) | Höchstplatzierung, Gesamtwochen, AuszeichnungChartplatzierungen (Jahr, Titel, Musiklabel, Platzierungen, Wochen, Auszeichnungen, Anmerkungen) | Höchstplatzierung, Gesamtwochen, AuszeichnungChartplatzierungen (Jahr, Titel, Musiklabel, Platzierungen, Wochen, Auszeichnungen, Anmerkungen) | Höchstplatzierung, Gesamtwochen, AuszeichnungChartplatzierungen (Jahr, Titel, Musiklabel, Platzierungen, Wochen, Auszeichnungen, Anmerkungen) | Höchstplatzierung, Gesamtwochen, AuszeichnungChartplatzierungen (Jahr, Titel, Musiklabel, Platzierungen, Wochen, Auszeichnungen, Anmerkungen) | Anmerkungen                                                   |
| Jahr | Titel Musiklabel             | DE | AT | CH | UK | US | Anmerkungen                                                   |
| ---- | ---------------------------- | --- | --- | --- | --- | --- | ------------------------------------------------------------- |
| 2010 | Animal RCA Records (Sony)    | DE7 Gold · (29 Wo.)DE | AT4 Gold · (16 Wo.)AT | CH3 (37 Wo.)CH | UK8 Platin · (46 Wo.)UK | US1 ×4Vierfachplatin · (84 Wo.)US | Erstveröffentlichung: 5. Januar 2010 Verkäufe: + 4.942.500    |
| 2012 | Warrior RCA Records (Sony)   | DE81 (1 Wo.)DE | AT44 (1 Wo.)AT | CH63 (1 Wo.)CH | UK60 (3 Wo.)UK | US6 Platin · (29 Wo.)US | Erstveröffentlichung: 30. November 2012 Verkäufe: + 1.007.500 |
| 2017 | Rainbow RCA Records (Sony)   | DE33 (1 Wo.)DE | AT16 (1 Wo.)AT | CH14 (2 Wo.)CH | UK4 (3 Wo.)UK | US1 Platin · (34 Wo.)US | Erstveröffentlichung: 11. August 2017 Verkäufe: + 1.047.500   |
| 2020 | High Road RCA Records (Sony) | — | — | — | UK63 (1 Wo.)UK | US7 (2 Wo.)US | Erstveröffentlichung: 31. Januar 2020                         |
| 2023 | Gag Order RCA Records (Sony) | — | — | — | — | US168 (2 Wo.)US | Erstveröffentlichung: 19. Mai 2023                            |
| 2025 | . Ada Records (WMG)          | DE84 (1 Wo.)DE | — | — | UK43 (1 Wo.)UK | US17 (1 Wo.)US | Erstveröffentlichung: 4. Juli 2025                            |

## Auszeichnungen
MTV Europe Music Awards
- 2010: in der Kategorie „Best New Act“[52]

Bravo Otto
- 2010: in der Kategorie „Super-Sängerin“[53]

Eska Awards
- 2010: in der Kategorie „Best New Artist of the Year“[54]

## Weiteres Auftreten
Helluva Boss
- 2023: Staffel 1, Folge 8: „Queen Bee“ als Queen Bee-Lzebub